# Julien Vallée
 (septembre 2017).
Si vous disposez d'ouvrages ou d'articles de référence ou si vous connaissez des sites web de qualité traitant du thème abordé ici, merci de compléter l'article en donnant les références utiles à sa vérifiabilité et en les liant à la section « Notes et références ».
Julien Vallée (né en 1983 à Gatineau, au Québec) est un designer graphique et directeur artistique qui vit et travaille à Montréal, Québec. Il a fait des projets pour plusieurs clients internationaux comme MTV, Swatch et le New York Times Magazine. Son travail apparaît aussi en couverture de plusieurs publications comme les magazines Computer Arts et IdN et le livre Tangible publié chez Gestalten. 

## Biographie
Julien Vallée a étudié le design graphique à l'Université du Québec à Montréal. Il a ensuite reçu une bourse pour étudier à l'École supérieure d'arts graphiques Penninghen à Paris, et a suivi des formations auprès de designers internationaux tel que Stefan Sagmeister. Depuis, le travail visuel de Julien Vallée s’est vu acquérir plusieurs reconnaissances tels que les ADC Young Guns à New York, et son travail a été publié dans plusieurs livres et magazines dont Tactile, Tangible et Fully Booked. Il a aussi participé plusieurs expositions au Royaume-Uni, à Berlin, Zurich, Montréal, Barcelone ainsi qu’aux États-Unis et à Séoul. Il tend à travers ses expérimentations plastiques et ses projets professionnels à réinvestir autrement les technologies de l’image de synthèse, notamment en conjuguant une phase de conception numérique avec des moyens de mise en œuvre tangibles et simples comme le carton, les miroirs, le plastique ou le bois. En novembre 2011, il publie sous la bannière de l'éditeur allemand Gestalten un livre intitulé Rock, Paper, Scissors - The Work of Julien Vallée. Cette première monographie, écrite de manière très personnelle et accompagné d'anecdotes,  présente non seulement les travaux de Julien pour The New York Times, AOL et MTV mais également plusieurs projets personnels de l'artiste.

## Conférences
- 2011 OFFF Festival on Tour, Cincinnati, États-Unis
- 2011 Sudala, Santiago, Chili
- 2011 OFFF Festival, Barcelone et Madrid, Espagne
- 2010 Inspiration Fest, Buenos Aires, Argentine
- 2010 OFFF Festival - Conférence, Paris, France
- 2009 Republikken, Copenhague, Danemark
- 2009 Lynfabriken, Aarhus, Danemark
- 2009 Apple Store SoHo, New York, États-Unis
- 2009 Umeå Institute of Design, Umeå, Suède
- 2009 Samwon Paper Gallery, Séoul, Corée du Sud

## Expositions
- 2010 If You Could Collaborate, A Foundation Gallery, Londres, Angleterre
- 2009 Crossing the Design Border, Samwon Paper Gallery, Séoul, Corée du Sud
- 2009 Smile on Your Brother, Diverses galeries à Vancouver, Saskatchewan, Toronto et Montréal
- 2009 Young Guns Exhibition, Kun Shan University College of Creative Media, Taiwan, Chine
- 2009 Reload, Amsterdam, Pays-Bas
- 2008 Raking Leaves in the Wind, Create Berlin Gallery, Berlin, Allemagne
- 2008 Illustrative, Messezentrum, Zurich, Suisse
- 2008 Young Guns 6, ADC Gallery, New York, États-Unis
- 2008 YCN Live, Bloomberg Office, Londres, Angleterre
- 2008 YCN Live, Studio Reactive, Sydney, Australie

## Livres
- Hand Made 3D (Andrés Fredes, Index Book, 2010)
- Papercraft - Design and Art With Paper (Robert Klanten, Svenn Ehmann & Birga Meyer, Gestalten, 2010)
- Limited Language : Rewriting Design (Colin Davies & Monika Parrinder, Birkhäuser, 2010)
- Tangible - High Touch Visuals (Robert Klanten, Svenn Ehmann & Matthias Hübner, Gestalten, 2009)
- YCN 0809 (YCN, 2009)
- It's Nice That (Will Hudson & Alex Bec, 2009)
- Typomofo - Type Merging Into Form (Page One Group, 2009)
- Tactile - High Touch Visuals (Robert Klanten, Svenn Ehmann & Matthias Hübner, Gestalten, 2008)
- Lemon Poppy Seed (R. Klanten, H. Hellige & A. Mollard, Gestalten, 2008)
- Fully Booked (R. Klanten & M. Hübner, Gestalten, 2008)
- Three-D - Graphic Spaces (Gerrit Terstiege, Birkhäuser, 2008)
- Quelque part au début du XXIe siècle (Éditions La Pastèque, 2008)
- Stereographics (Victionnary, 2008)

## Magazines
- IP #1 (Fév. 2010)
- Computer Arts Projects #133 (Fév. 2010)
- Focus Magazine #40 (Jan. 2010)
- ABCDesign, #29 (Nov. 2009)
- Computer Arts Korea #143 (Nov. 2009)
- Jungle Korea (Nov. 2009)
- NEON #38 (Oct. 2009)
- Grafika #138 (Juillet 2009)
- CGM #92 (Juin 2009)
- XLR8R #127 (Juin 2009)
- It's Nice That #1  (Avril 2009)
- DPI # 120 (Avril 2009)
- Computer Arts UK #159 (Mars 2009)
- IdN Vol 16. #1 (Mars 2009)
- Stash Media #53 (Fév. 2009)
- Grafika #132 (Jan. 2009)
- Blü Magazine #6 (Jan. 2009)
- Grafika #131 (Déc. 2008)
- Computer Arts UK #156 (Déc. 2008)
- Eye (magazine) #70 (Déc. 2008)
- Objects - Journal For Applied Arts #1 (Oct. 2008)
- Manystuff Issue #0 (Mai 2008)
- Advance Photoshop UK #6 (2008)
- Wuw Magazine #2 (2008)
- Gustave Magazine #2 (2008)

## Prix
- 2008 Prix étudiant pour la vidéo Thèse sur la typographie, prix Grafika, Montréal
- 2008 Grand prix site web culturel, prix Grafika, Montréal
- 2007 Prix site web expérientiel, prix Boomerang, Montréal
- 2007 Gagnant meilleur film d'animation, Festival Dérapage, Montréal
- 2007 Gagnant meilleure bande annonce de jeu vidéo, Festival FanTasia, Montréal
- 2006 Young Package Award, République tchèque